# Исмайлова, Сакина Кулу кызы
Сакина Гулу кызы Исмайлова (азерб. Səkinə Qulu qızı İsmayılova; род. 24 февраля 1956, Баку) — азербайджанская певица, исполнительница мугама, Народная артистка Азербайджана (1992).

## Биография
Сакина Исмаилова родилась 24 февраля 1956 года в Баку на «Советской». Позднее переехала с семьёй в посёлок «8-й км» в Низаминском районе города. Во время учёбы в средней школе участвовала в художественной самодеятельности, исполняла детские песни, теснифы, простые мугамы. Училась игре на аккордеоне в Доме культуры имени Абилова. В 1974 году окончила школу и поступила в Бакинское музыкальное училище имени Асафа Зейналлы в класс мугама Наримана Алиева. Среди её преподавателей был также известный исполнитель мугама Гаджибаба Гусейнов.
После окончания училища была зачислена солисткой в штат Азербайджанского государственного академического театра оперы и балета. В 1980 году дебютировала в партии Лейли в опере «Лейли и Меджнун» (партию Меджнуна исполнял Джанали Акперов). В дальнейшем в опере «Лейли и Меджнун» вместе с ней играли Ариф Бабаев, Алим Гасымов, Мансум Ибрагимов, а в Италии — с Баба Махмудоглы. В 1982 году впервые поехала на гастроли во Францию, в Париж, где приняла участие в фольклорном фестивале в «Гала де Палас». В дальнейшем гастролировала по многим странам мира, среди которых Иран, Турция, Ирак, Саудовская Аравия, Вьетнам, Япония, Индия, Австрия, Германия, Голландия, Швеция, Норвегия, Дания, Венгрия, Люксембург, США.
В 1990 году окончила Азербайджанский государственный университет культуры и искусств. В 2000 году начала преподавательскую деятельность на кафедре «Мугамное пение» в Бакинской музыкальной академии. С 2001 года, после создания Азербайджанской национальной консерватории, преподаёт там на кафедре «Сольное пение». Также преподаёт в Азербайджанском государственном университете культуры и искусств.
Сакина Исмайлова — первая женщина-ханенде, исполнившая мугам на гавале. Она впервые создала мугамное трио, состоящие из женщин, выступала с этим ансамблем в ряде зарубежных стран.

## Награды
- Заслуженный артист Азербайджанской ССР (1988)[1]
- Народный артист Азербайджана (18 ноября 1992) — за заслуги в развитии музыкально-исполнительского искусства Азербайджана[4]
- Персональная пенсия Президента Азербайджанской Республики (10 мая 2007)[5]
- Орден «Слава» (24 февраля 2016) — за заслуги в развитии и пропаганде азербайджанского мугамного искусства[1][6]
- Почётный диплом Президента Азербайджанской Республики (13 декабря 2023) — за заслуги в развитии образования в Азербайджане[7]

## Партии
- Лейли — «Лейли и Меджнун»[1]
- Асли — «Асли и Керем»[1]
- Гульбахар — «Скала невест»[1]
- Шахсенем — «Ашуг-Гариб»[1]

## Фильмография
- Газельхан (азерб. Qəzəlxan; фильм, 1991)[1]
- Хаджи Ариф (азерб. Hacı Arif; фильм, 1995)[1]
- Нариман Алиев (азерб. Nəriman Əliyev; фильм, 2005)[1]
- Мы вернёмся (азерб. Biz qayıdacağıq; фильм, 2007)[1]
- Мугам (азерб. Muğam; телевидение, 2007)[1]
- Народные гимны (азерб. Xalq Təranələri; фильм)[1]